# إيما صبرينا سماعلي
إيما صبرينا سماعلي (مواليد 29 سبتمبر 2000) هي لاعبة كرة قدم محترفة تلعب مدافعة لصالح نادي لانس في دوري الدرجة الثانية الفرنسي. ولدت في فرنسا، وتمثل الجزائر دولياً.

## المسيرة الكروية
تدربت إيما في FCSA حتى سن الخامسة عشرة، ثم رغبت في اللعب مع فريق نسائي، فوقعت مع نيفولا فيرميل ولعبت لمدة موسمين مع فريق تحت 19 عامًا.
في عام 2017، وقعت مع نادي غرونوبل فوت 38 حتى دمج مع الفريق الأول في القسم 2. في 30 يوليو 2020، بعد ثلاثة مواسم مع غرونوبل، وقعت عقدًا مع لانس. في عمر 22 عامًا، اعتبرت إيما إحدى أهم اللاعبات في الاستراتيجية التي نفذتها مدربتها سارة مبارك.

## المسيرة الدولية
في يوليو 2023، وّجه لها المدرب فريد بن ستيتي دعوةً للانضمام إلى منتخب الجزائر لكرة القدم للسيدات للمشاركة في مباراتين وديتين ضد السنغال. في 14 يوليو 2023، ظهرت لأول مرة مع منتخب فرنسا في مباراةٍ ضد السنغال أقيمت على ملعب لات ديور.

## إحصائيات المهنة

### النادي
آخر تحديث 10 مارس 2023
.
| النادي          | الموسم          | الدوري          | الدوري | الدوري  | الكأس  | الكأس   | المجموع | المجموع |
| النادي          | الموسم          | القسم           | الظهور | الأهداف | الظهور | الأهداف | الظهور  | الأهداف |
| --------------- | --------------- | --------------- | ------ | ------- | ------ | ------- | ------- | ------- |
| غرونوبل         | 2017–18         | الثاني          | 3      | 0       | 0      | 0       | 3       | 0       |
| غرونوبل         | 2018–19         | الثاني          | 15     | 4       | 5      | 1       | 20      | 5       |
| غرونوبل         | 2019–20         | الثاني          | 10     | 0       | 1      | 0       | 11      | 0       |
| غرونوبل         | المجموع         | المجموع         | 28     | 4       | 6      | 1       | 34      | 5       |
| لانس            | 2020–21         | الثاني          | 6      | 0       | 0      | 0       | 6       | 0       |
| لانس            | 2021–22         | الثاني          | 21     | 1       | 2      | 2       | 23      | 3       |
| لانس            | 2022–23         | الثاني          | 21     | 1       | 2      | 2       | 23      | 3       |
| لانس            | 2023–24         | الثاني          | 21     | 1       | 3      | 1       | 24      | 2       |
| لانس            | المجموع         | المجموع         | 69     | 3       | 7      | 5       | 76      | 8       |
| المجموع الوظيفي | المجموع الوظيفي | المجموع الوظيفي | 97     | 7       | 13     | 6       | 110     | 13      |

### دولياً
آخر تحديث 7 أبريل 2024
.
| المنتخب الوطني | السنة   | الظهور | الأهداف |
| -------------- | ------- | ------ | ------- |
| الجزائر        | 2023    | 3      | 0       |
| الجزائر        | 2024    | 5      | 0       |
| المجموع        | المجموع | 8      | 0       |

## روابط خارجية
- إيما صبرينا سماعلي على موقع قاعدة بيانات كرة القدم.إي يو (الإنجليزية)
- إيما صبرينا سماعلي على موقع GSA (الإنجليزية)